# 四非
《四非》（英語：Guilty）是一部2015年的香港懸疑電影，由黃柏基執導，周柏豪、李悅彤主演。電影中周柏豪飾演臉部有畸形腫瘤的冷血殺手傑，而李悅彤飾演援交少女婷婷，劇情圍繞在二人類似父女的禁戀。

## 分級制度
依香港電影分級制度本片屬於第Ⅲ級，18歲以上人士收看。
《四非》內容中有許多露點露骨對白及情慾鏡頭，在香港被評為三級片。

## 演員表
- 周柏豪 飾 杰（領銜主演）
- 李悅彤 飾 婷婷（領銜主演）
- 艾威 飾 龍哥（主演）
- 周子龍 飾 冒冒（主演）
- 廖啟智 飾 婷婷的父親（特別演出）

## 外部連結
- 香港影庫上《四非》的資料（繁體中文）
- 豆瓣电影上《四非》的資料 （简体中文）
- 时光网上《四非》的資料（简体中文）